# Willy Hege

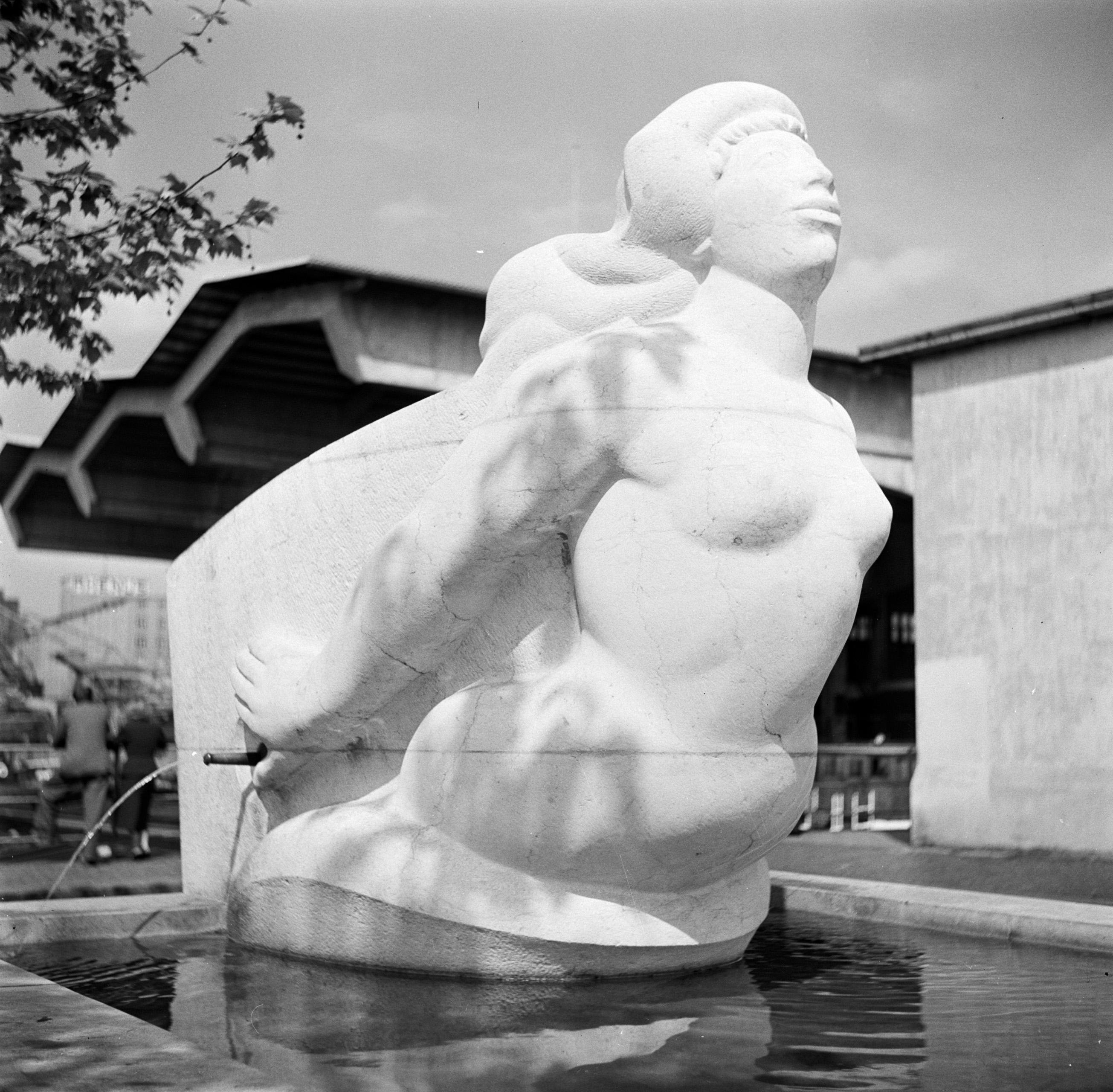
Willy Heges Gelpke-Brunnen
in Basel-Kleinhüningen

Willy Hege (* 24. Januar 1907 in Basel; † 10. August 1976 ebenda) war ein Schweizer Bildhauer und Goldschmied.

## Leben und Werk
Willy Heges Vater war ein Flachmaler, seine Mutter nähte Militärmäntel. Neben seiner Mutter fand Hege in seinem Primarlehrer August Brotbeck Unterstützung für seine Kreativität. Nach Abschluss der Realschule trat Hege eine Goldschmiedlehre in Basel an. Gleichzeitig lernte er auch das Handwerk des Silberschmiedens. Nach der Lehre arbeitete er noch drei Jahre als Goldschmied und belegte an der Kunstgewerbeschule Basel Zeichenkurse. Zwischenzeitlich eröffnete Hege sein eigenes Geschäft, das er aber nach kurzer Zeit wieder aufgab. Eine Weile arbeitete er als Maurer, Schlosser, Maler, Dekorateur und als Handlanger in einer Steinhauerei. Bei der Renovation des Basler Totentanzes an der Predigerkirche stellte er grosse Teile der Kopien der Wasserspeier, Kreuzblumen und anderen Formen her.
Heges Künstlerfreund Ernst Georg Heussler (1903–1982), mit dem er ein Atelier teilte, ermutigte ihn, seinen Weg als eigenständiger Künstler zu gehen. Zusammen stellten sie ihre Werke aus und Hege beschloss, sich ganz der Bildhauerei zu widmen. Er reiste in die Marmorsteinbrüche von Carrara und in die Steinbrüche der Schweiz, um die Steine zu finden, die seinen Qualitätsansprüchen genügten. Neben dem Marmor arbeitete Hege mit Kalk- und Sandstein, für grosse Flächen benutzte er Granit. Hege schuf am Anfang seiner Bildhauerkarriere vorwiegend Werke mit abstrakten Formen, die sich im Laufe der Zeit in eine figurativ-naturalistische Formsprache wandelte. Nach Heges Motto: «Der Künstler muss sich nach den äusseren Gegebenheiten aus-richten», gestaltete er seine Werke erst, nachdem er die dafür vorgesehenen Umgebung begutachtet hatte, und der zu bearbeitende Stein gab die Richtung der Formen an.
Hege beschäftigte sich mit Akt- und Kopfstudien und beteiligte sich an Wettbewerben. So erhielt er 1939 auch seinen ersten Auftrag für den Springenden Salm oder Springender Fisch, der als erster Preis aus dem Kunstkredit Basel-Stadt hervorging und an der Solitude-Promenade in Basel zu sehen ist. Im gleichen Jahr heiratete er Ruth Erikson, mit der er drei Töchter hatte.
Von 1943 bis 1946 entstand sein monumentales Werk für Rudolf Gelpke, der Gelpke-Brunnen mit der Galionsfigur aus Kalkstein vor dem Rheinhafenbecken 1 in Basel-Kleinhüningen. Gleichzeitig fertigte er Münzen und Medaillen in Goldschmiedearbeit aus. Immer wieder nahm er an Wettbewerben teil, die er des Öftern auch gewann.
Während 35 Jahren arbeitete Hege für das Larvenatelier Tschudin. Als der Firmengründer Adolf Tschudin 1945 verstarb begleitete und führte Hege dessen 20-jährige Sohn Samuel in die handwerklichen und künstlerischen Fertigkeiten der Larvenherstellung ein.
Dieser hatte die Idee, bekannte Basler Künstler für die Entwürfe seiner Larven anzuwerben, u. a. Hege, Irène Zurkinden, Otto Abt und Max Wilke. In dieser Zeit schuf er 1500 Basler Künstlerlarven. Jeweils am Fastnachtsdienstag fand der legendäre Künstlerball der Gruppe 33 in der Kunsthalle Basel statt. 1941 wurde Hege in die Künstlergruppe aufgenommen, die er 1957 wieder verliess und in die GSMBA eintrat.
Um 1946 lernte er durch Roman Boos die Anthroposophie von Rudolf Steiner kennen und schätzen. Sie beeinflusste seine weiteren Lebensinhalte immer stärker und wurde zum Leitfaden seiner künstlerischen Tätigkeit. Im Auftrag von Ilja Duwan, der ein anthroposophischer Schauspieler war, konnte Hege zusammen mit Alfred Bieri und dem Architekten und Künstler Albert von Baravalla (1902–1983), 1967 den «Marianusraum» in Bern nach dem Vorbild des grossen Kuppelraumes des ersten Goetheanums gestalten.
Hege beschäftigte sich in den letzten Jahren seines Lebens intensiv mit den Wesen und Kräften der Planeten und den Tierkreiszeichen und liess seine Einsichten u. a. in zwölf nach den Sternbildern des Tierkreiszeichens gestalteten Steinplastiken und in sieben Metallplastiken mit einfliessen. Diese stehen heute als Leihgabe in der Lukasklinik in Arlesheim. Somit gliederte sich sein künstlerisches Lebenswerk in drei Stufen, deren Übergänge fliessend waren.

## Werke (Auswahl)
- 1940: Springender Salm, Bronze. Solitude-Promenade, Basel
- 1940: Nymphe, Muschelkalk, Privatbesitz, Oberhofen am Thunersee
- 1941: Drache, Bronze, Spiegelhof Basel
- 1946: Gelpke-Brunnen, Kalkstein, Kleinhüningen
- 1951: Ikarus und Dädalus, Relief, Muschelkalk, Ecke Gartenstrasse/ St. Jakobsstrasse, Basel
- 1952: Bremer Stadtmusikanten, Bronze, Sandgrubenschulhaus, Basel
- 1952: Basilisk, Brunnen, Bronze u. Kalkstein, Institut für anorganische Chemie der Universität Basel
- 1953: Mann-Frau, Nixen, Relief, Sandstein, Reservoir Bruderholz, Basel
- 1953: Mann-Frau mit Posaunen, Brunnen, Friedhof am Hörnli, Riehen
- 1954: Fabeltier, Brunnen, Bronze, Sandstein, Jakobsberg, Basel
- 1956: Posaune blasender Engel, Bronze, Konservatorium Basel
- 1956: Schlange, Bronze, Wettsteinbrücke, Basel
- 1956: Mutter Erde, Sandstein, Dorfstrasse, Muttenz
- 1957: Seehund, Brunnen, Bronze, Wasgenring, Basel
- 1957: Vogel, Carrara-Marmor, Riburgstrasse, Basel
- 1958: Susanna im Bad und Fortuna, Spuma die Mare, Apotheke, St. Johann Vorstadt 58, Basel
- 1959: Rosso Amaranto, Brunnen, Hirzbrunnen Schulhaus, Basel
- 1959: Vier Vogeltiere, Bronze, Gymnasium Leonhard, Basel
- 1961: Möven, Fassadenrelief, Hochbergstrasse, Kleinhüningen
- 1961: Abstrakter Vogel, Bronze, Berufsfachschule, Basel
- 1962: Fassadenrelief, Altersheim «Rose», Muttenz
- 1963: Aufstrebender Jünglin, Marmor, Kellergässlein, Basel
- 1963: Breitebrunnen, Bavenogranit, Breite, Basel
- 1967: Orpheus Brunnen, Schulhaus Oeschenbach
- 1969: Planeten, verschiedenen Metalle, Lukasklinik, Arlesheim
- 1970: Tanzendes Paar, Bronze, Rudolf-Steiner-Schule, Bern
- 1972: Zwei Säulen aus Holz für die Abdankungshalle in Huttwil
- 1972–1975: 12 Tierkreiszeichen, verschiedenen Marmorsorten, Lukasklinik, Arlesheim
- 1974: Johannes, Marmor, Lukasklinik, Arlesheim
- 1976: Das Viergetier, Marmor, Grab auf dem Friedhof am Hörnli, Riehen

### Münzen und Medaillen
- 1950: Goldtaler für die Turn-Weltmeisterschaften, Basel
- 1952: Gedenkmünze für goldenen Hochzeit, Basel
- 1961: Eidgenössische Trachtenplakette
- 1963: Basler Stadtmedaille
- 1966: Mustermessetaler
- 1968: Goldmünze für die 100-Jahr-Feier der Feldschützen

## Ausstellungen (Auswahl)
- 1935: Weihnachtsausstellung, Kunsthalle Basel
- 1936: 19. Nationale Ausstellung, Kunstmuseum Bern
- 1938: Neue Kunst in der Schweiz, Kunsthalle Basel
- 1942: «Groupe 33» de Bâle, Musée cantonal des Beaux-Arts, Lausanne
- 1943: 10 Jahre «Gruppe 33», Kunstmuseum Basel
- 1945: 12 Jahre «Gruppe 33», Kunstmuseum Basel
- 1961: Ausstellung, Kurhaus Rheinfelden
- 1963: 27. GSMBA-Ausstellung, Kunsthaus Zürich
- 1973: Goetheanum, Dornach
- 1979: Ausstellung mit Alexander Zschokke, Kaserne Basel
- 1982: Galerie Aenigma, Basel
- 1983: 50 Jahre «Gruppe 33», Wanderausstellung

## Literatur

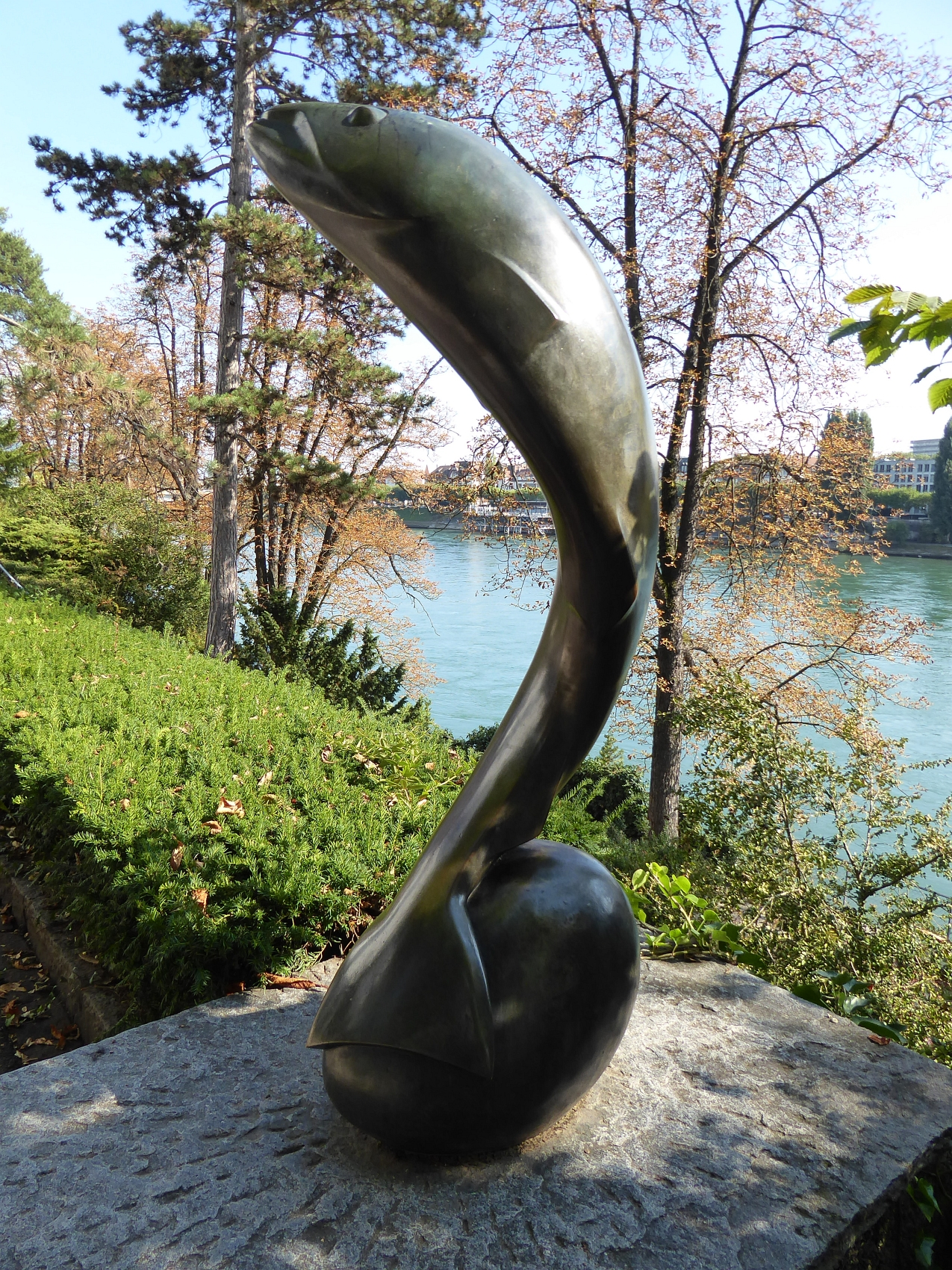
1940, Springender Salm, Solitude-Promenade, Basel
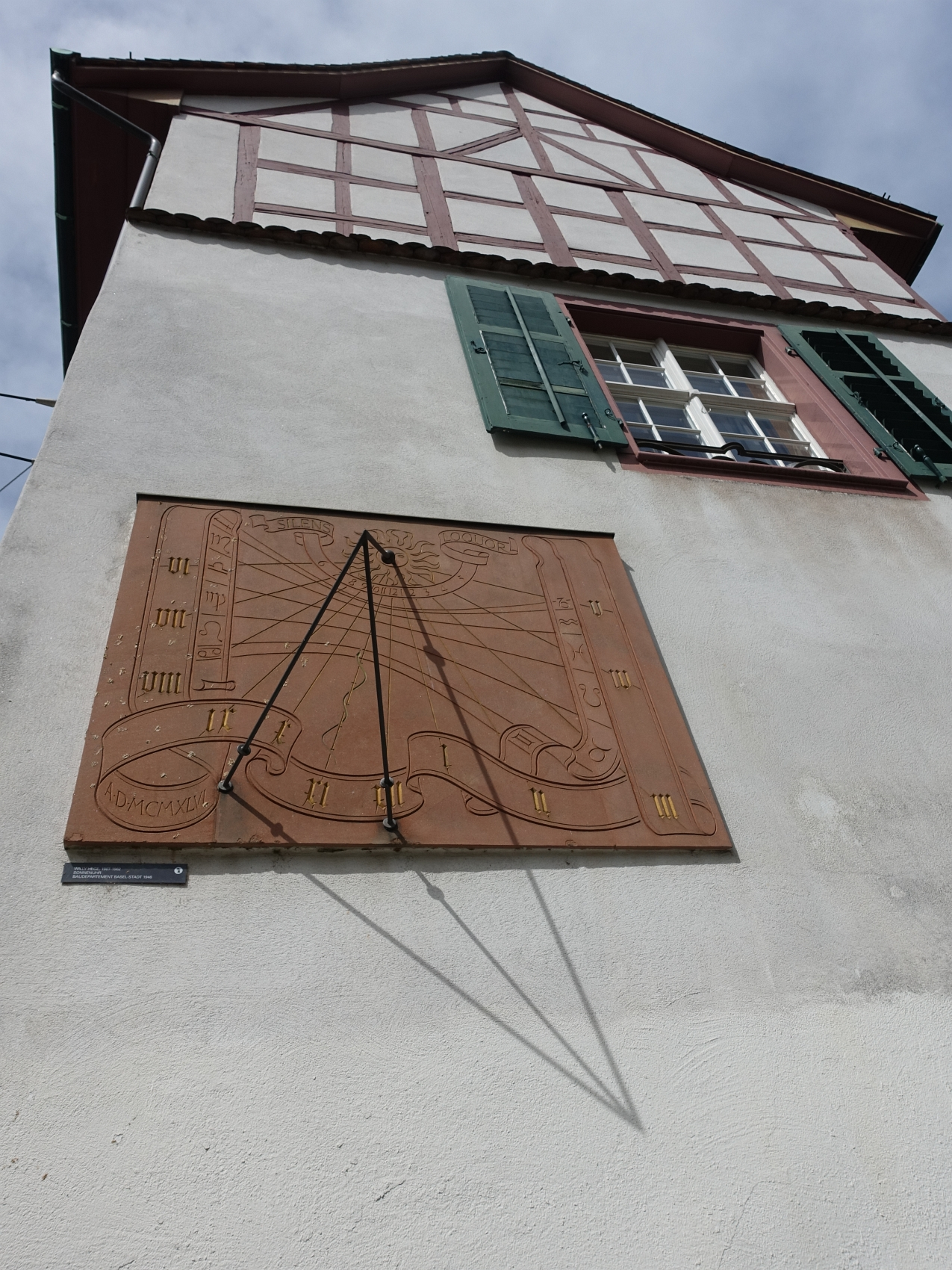
1946, Sonnenuhr, Leonhardskirchplatz, Basel
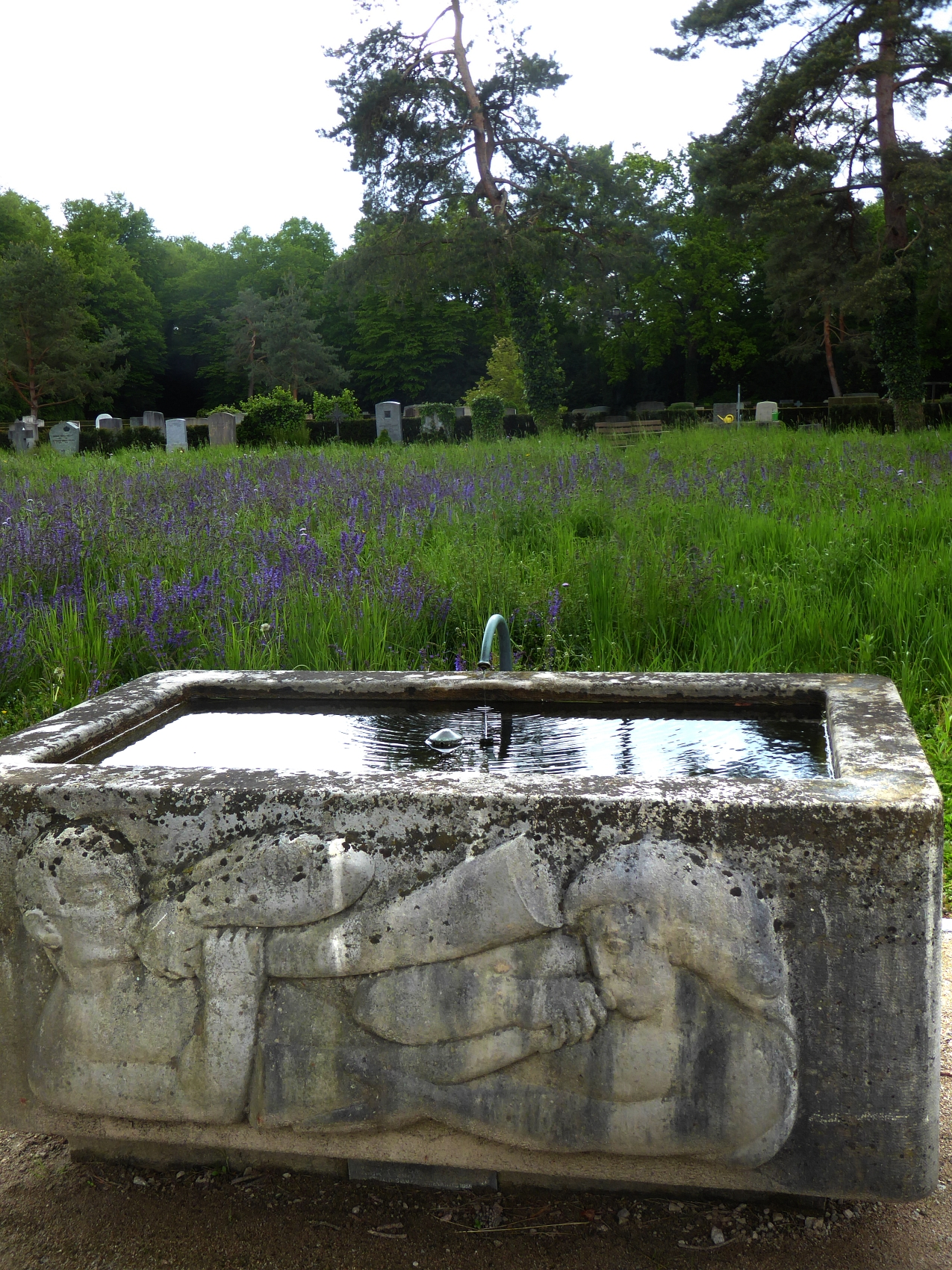
1953, Mann und Frau mit Posaunen, Brunnen auf dem Friedhof am Hörnli
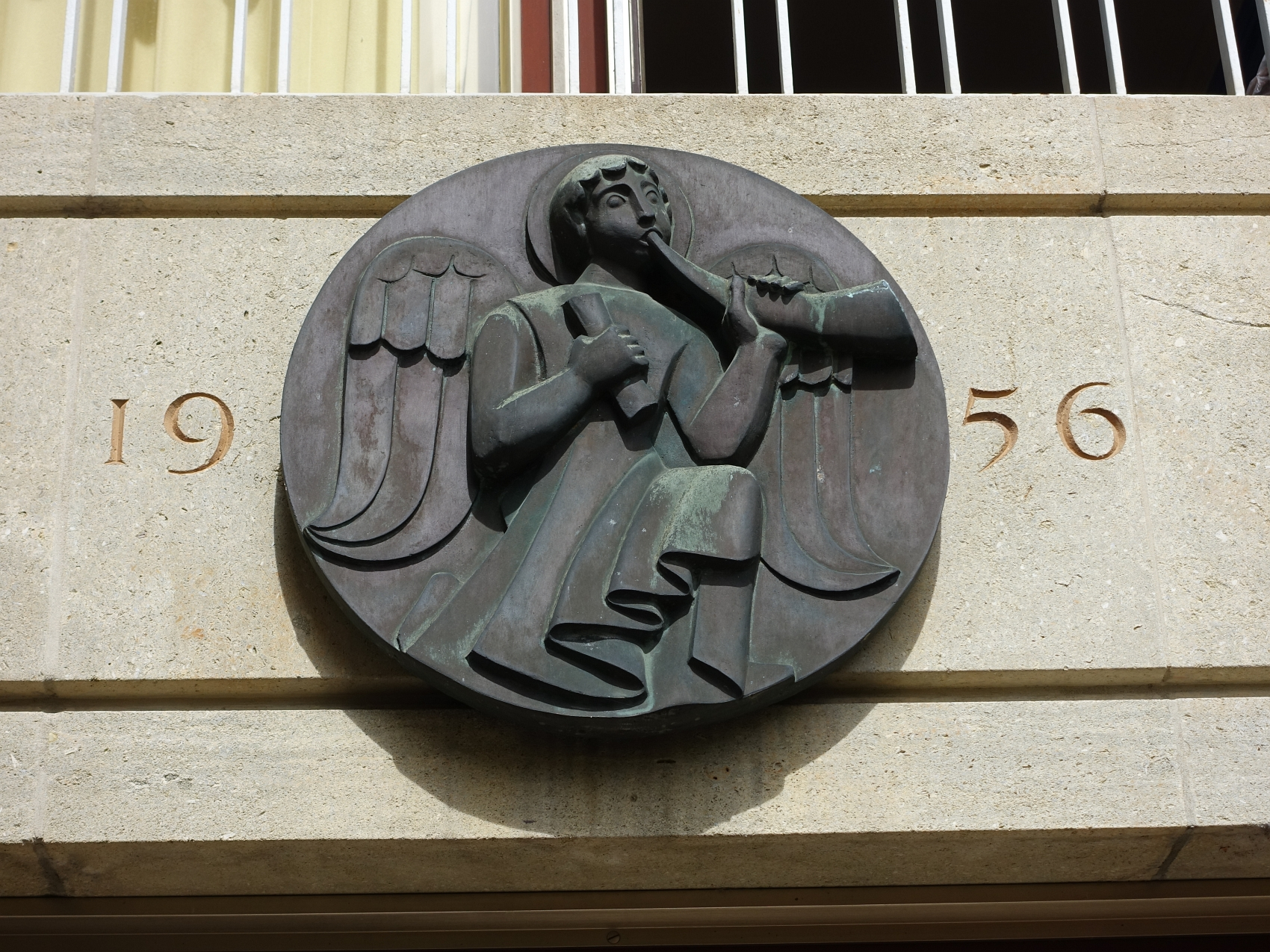
1956, Posaune blasender Engel, Musik-Akademie der Stadt Basel
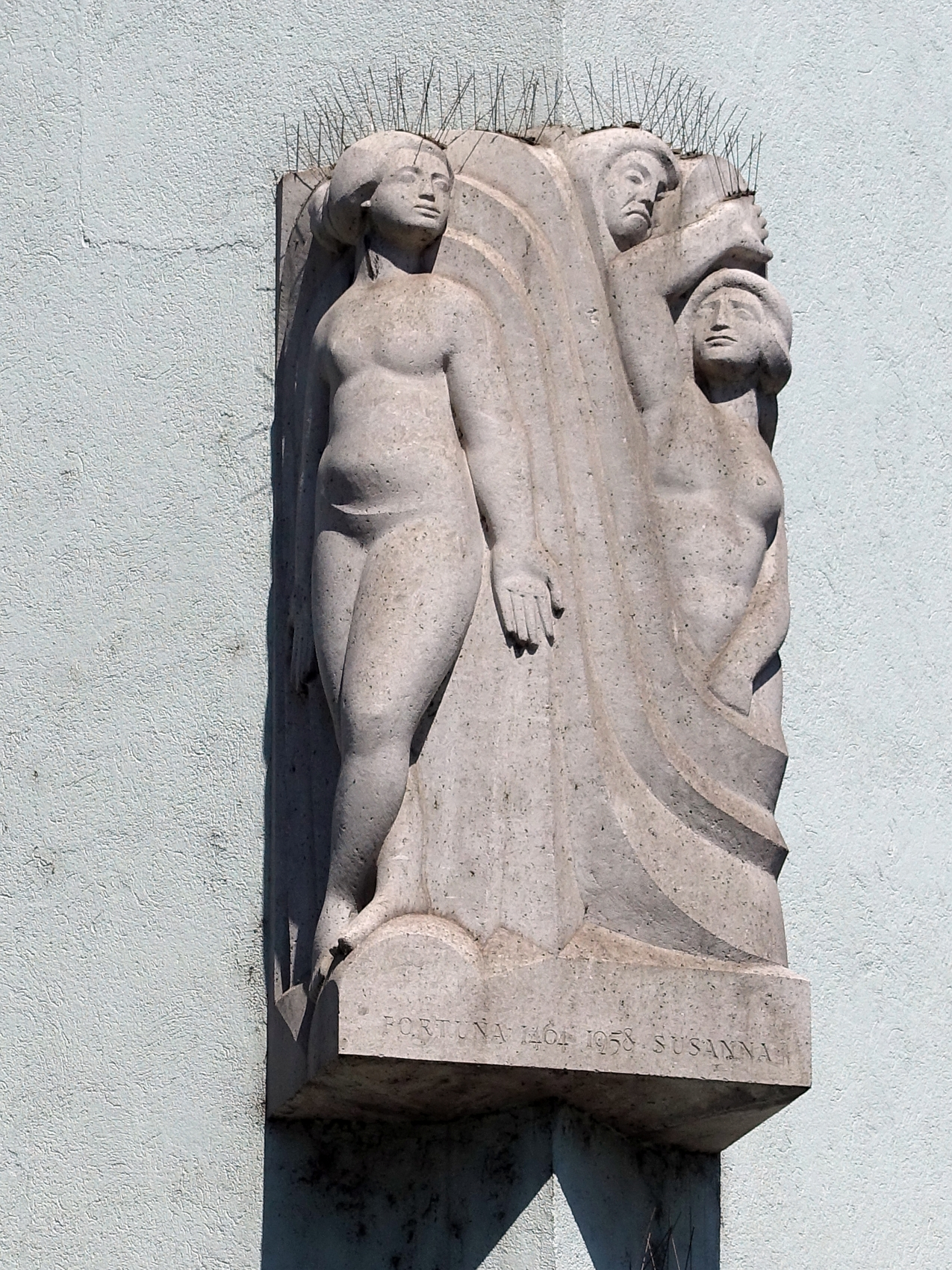
1958, Susanna im Bade und Fortuna,
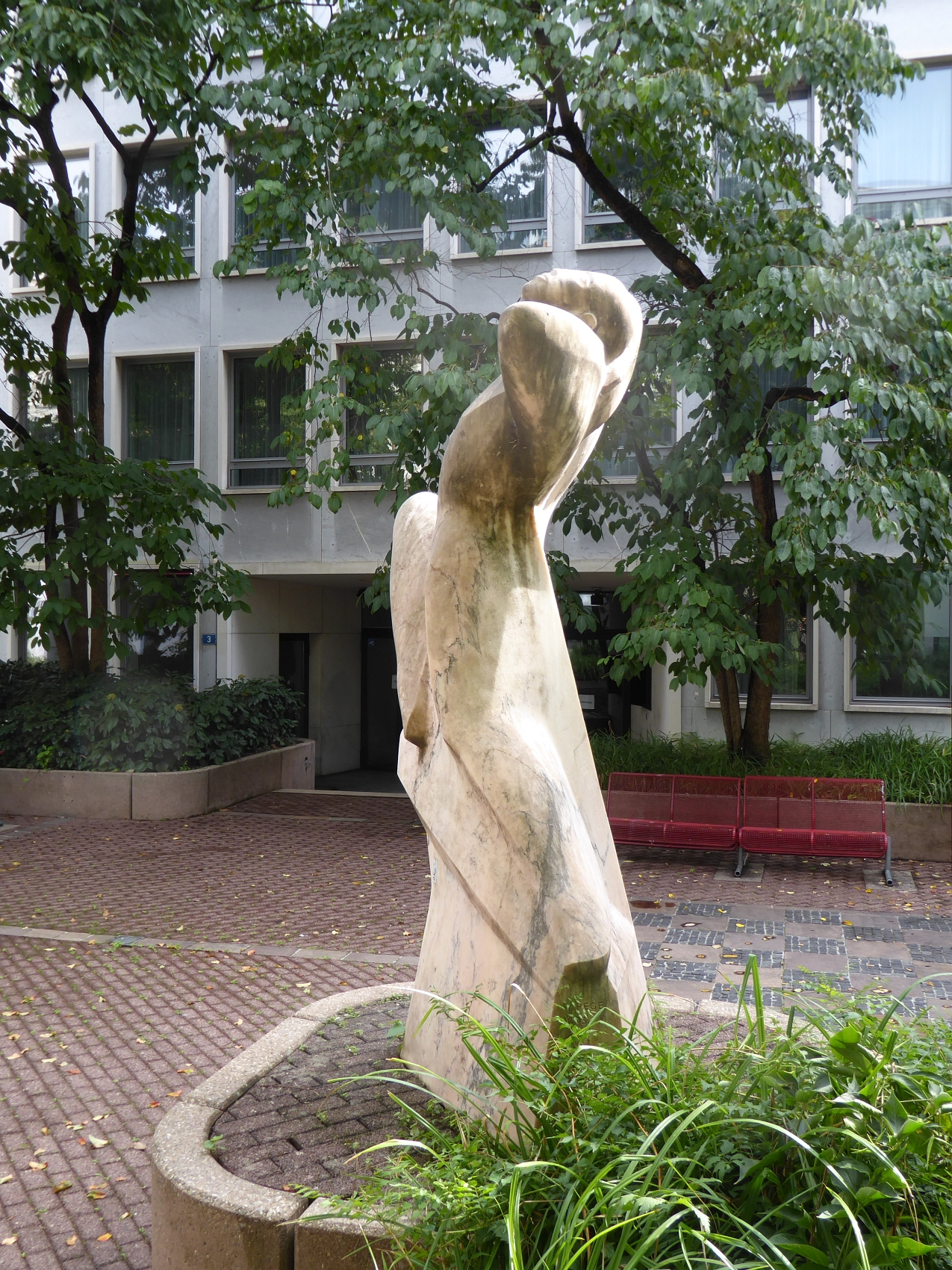
1963, Aufstrebender Jüngling, Kellergässlein, Basel
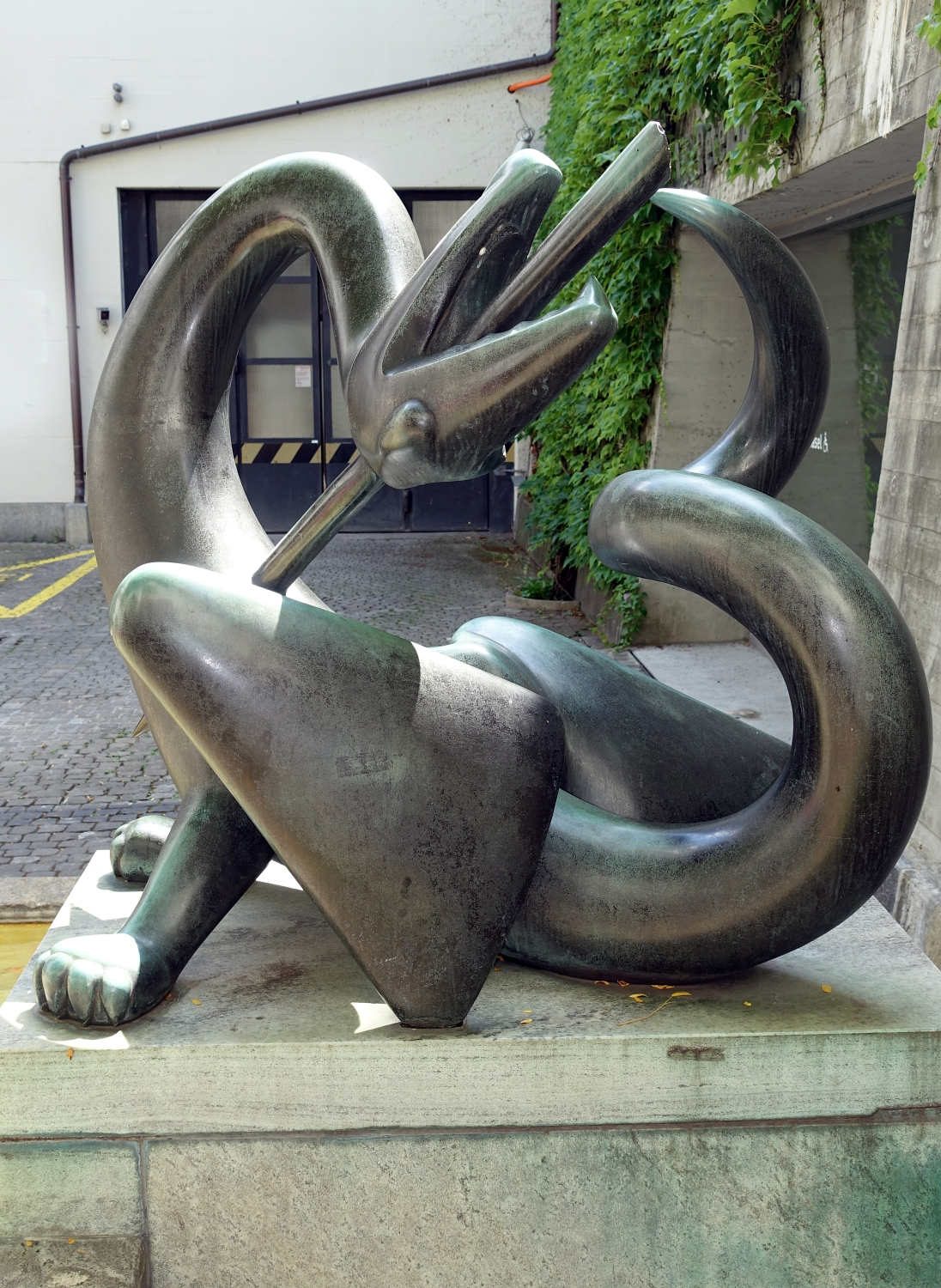
1941, Drache, Spiegelhof, Basel